# ماريو تشافيز
ماريو تشافيز (بالإسبانية: Mario Chávez)‏ هو سبّاح أرجنتيني، مثّل بلاده في الألعاب الأولمبية الصيفية 1948.

## روابط خارجية
ماريو تشافيز على موقع أوليمبيديا (الإنجليزية)